# Kellerkommando

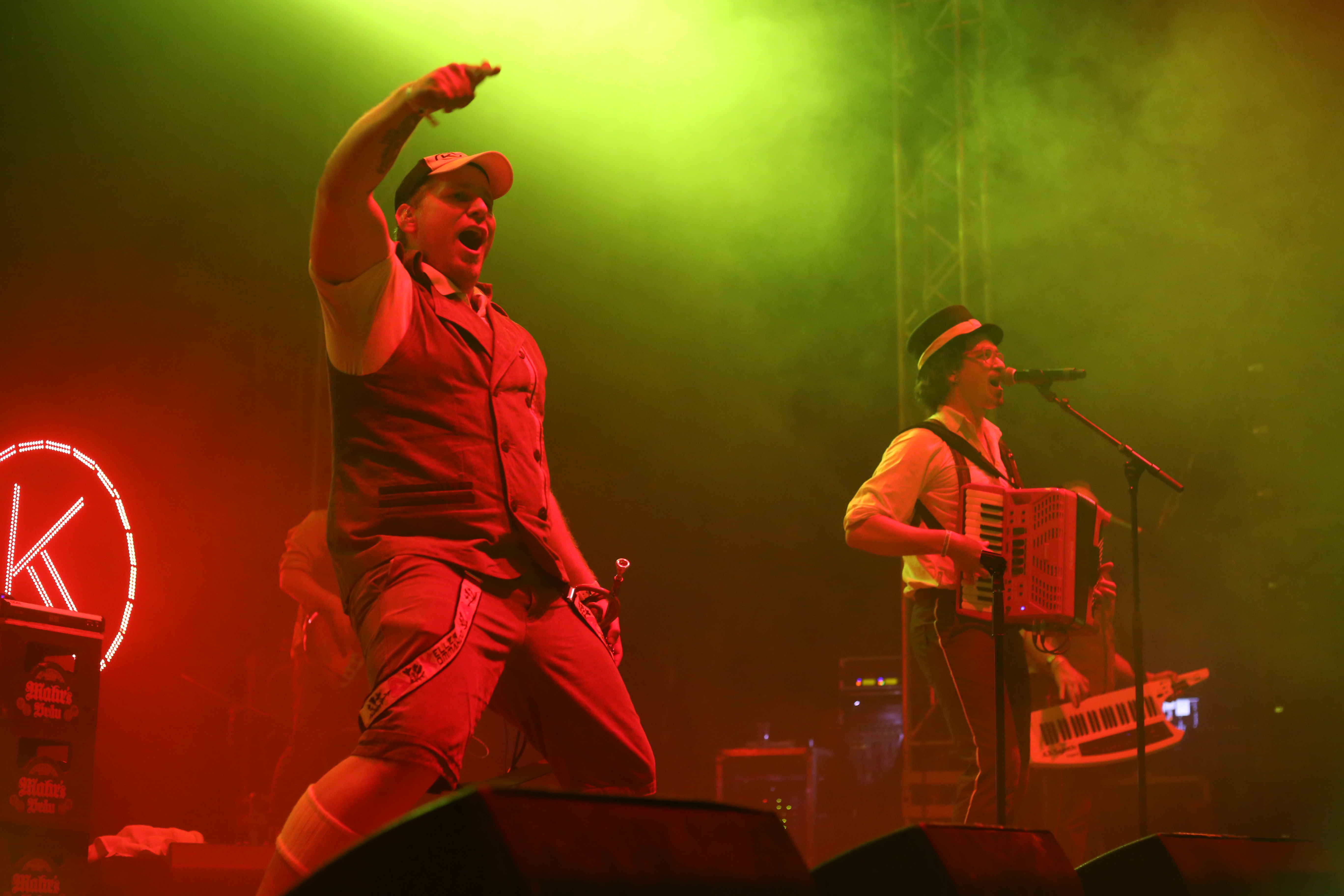

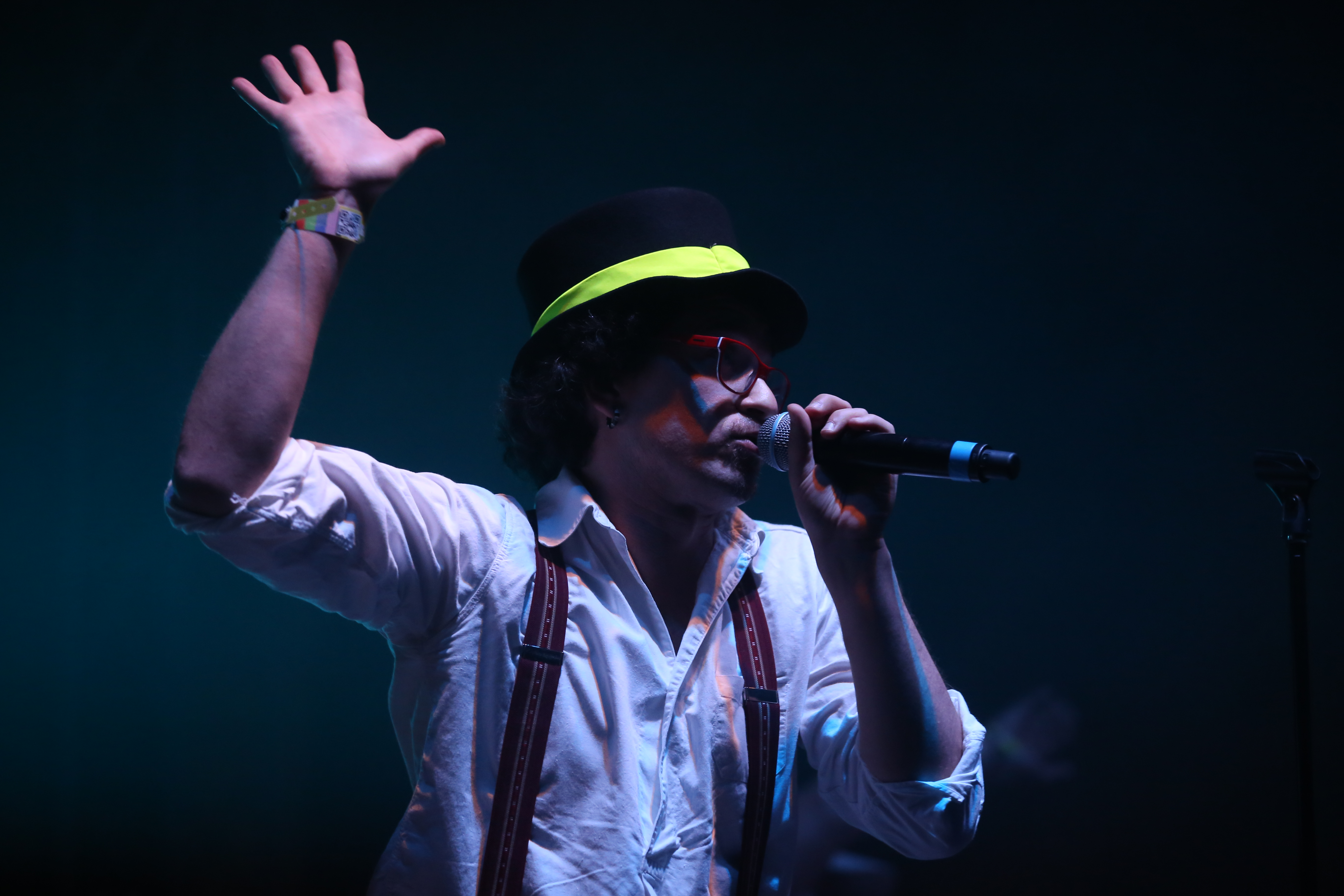

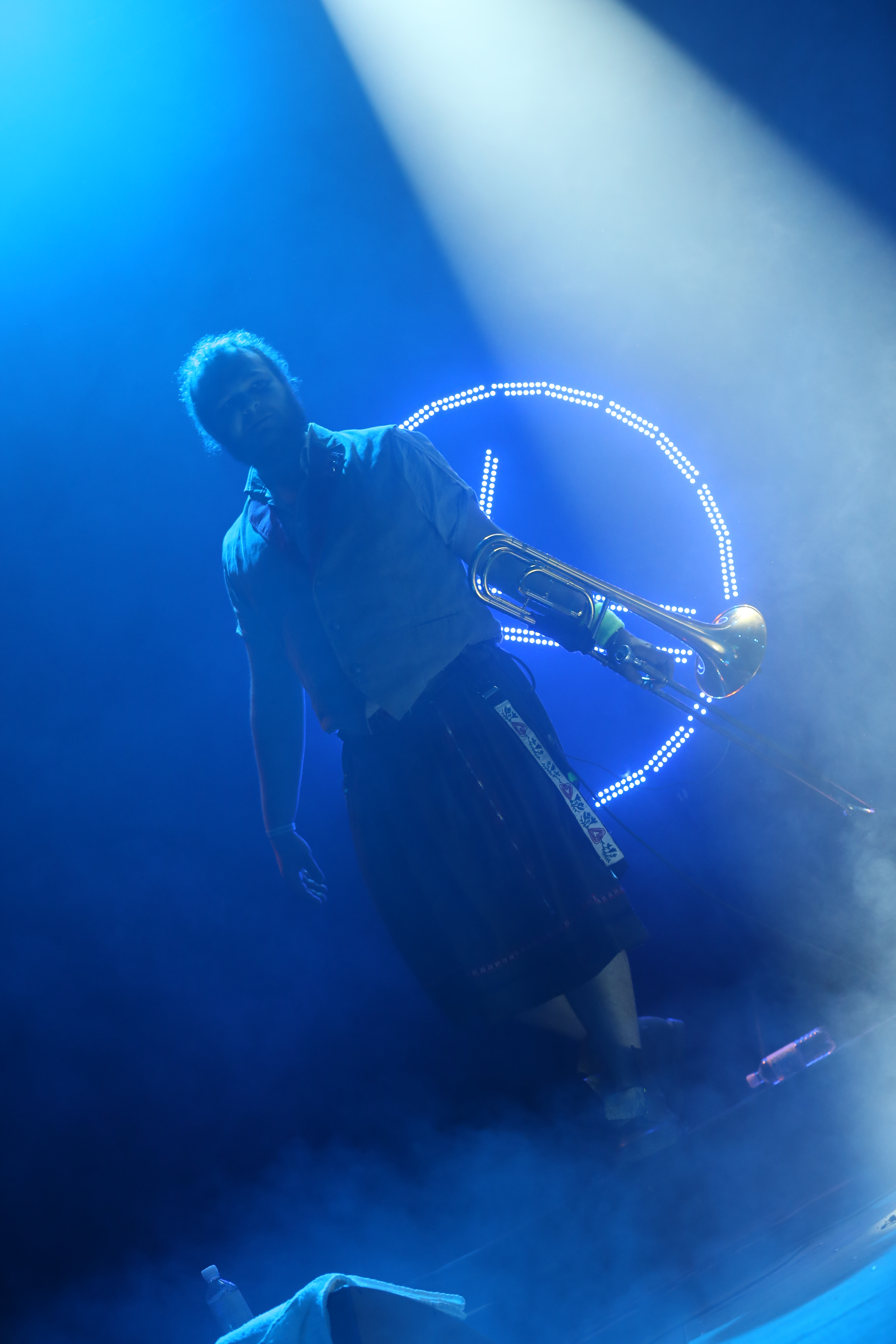

Kellerkommando ist eine 2009 gegründete Band, die traditionelle fränkische Volksmusik mit urbanen Beats und anderen modernen Elementen mischt.

## Geschichte
Im Jahr 2011 gab es einen Besetzungswechsel: Schokk verließ die Band, um seine Solokarriere in Russland weiterzuverfolgen; Ali As aus München stieß an seiner Stelle dazu. Mitte 2013 übernahm Dré Soulo den Part des Rappers. Im Jahr 2016 hatte die Band eine Livepause eingelegt, um 2017 in leicht veränderter Formation zurückzukehren.

### Der Antistadl
Sänger und Bandinitiator David Saam alias Dada Windschi gründete vor knapp 10 Jahren den Bamberger Antistadl, der im Bamberger Morphclub stattfand; die Veranstaltungsreihe wird moderiert von Marihuanne (aka Dada Windschi) und Kiffael und steht unter dem Motto „VolXmusik ist Rock'n'Roll“: traditionelle Volksmusik hat nichts mit dem Musikantenstadl zu tun.

## Preise und Auszeichnungen
- Gewinner der Creole Bayern 2010/11[2]
- Volkswagen Soundfoundation Talent 2011
- „Künstler des Monats“ der Metropolregion Nürnberg Juni 2015

## Festivalteilnahmen (Auswahl)
- Eier mit Speck 2011
- Chiemsee Reggae Summer 2011/2013
- Internationale Buchmesse in Guadalajara (Mexiko) (FIL) 2011, auf Einladung des Goethe-Instituts
- Silvestival 2011 Nürnberg
- Open Air am Berg bei Eichstätt, Eichstätt 2012
- TFF Rudolstadt 2012
- Bardentreffen 2012 Nürnberg[3]
- Fusion Festival 2013
- Das Fest (Karlsruhe) 2013
- Heimspiel Festival 2013 Weissenburg
- Splash! 2013
- Greenhillfestival 2013 am Umwelt-Campus Birkenfeld
- Volxmusic Festival 2014 in Ravensburg
- Biberttal Festival 2014 in Andorf bei Dietenhofen
- Taubertal-Festival 2014 in Rothenburg ob der Tauber
- Brass Wiesn Eching 2015
- Sommerfest @ Deutsches Eck in Koblenz 2015
- Tag der Franken in Erlangen 2015
- Go to GÖ – Festival in Görisried / Allgäu 2015
- Das Mega-Konzert in Kempten 2015
- Bier.Sommer.Festival in Ustersbacher 2018
- Free & Easy Festival im Backstage München 2018[4]
- Lieder auf Banz 2022

## Diskografie

### Studioalben
- 2013: Dunnerkeil (Downbeat Records / Warner Music Germany)
- 2015: Belzebub (Downbeat Records / Warner Music Germany)

### EPs
- 2010: Dei Mudder sei Hut (Eigenvertrieb)
- 2012: Mondscheinbrüder (Downbeat Records / Warner Music Germany)
- 2014: Sabberlodd (Downbeat Records / Warner Music Germany)
- 2015: Uns geht's gut (Downbeat Records / Warner Music Germany)

### Singles
- 2018: Königreich[5]
- 2018: Affenstall

### Kompilationen
- 2011: Sex, Drugs & Volksmusik (wildwechsel/Universal). Track: Kellerkommando mit Hut
- 2011: Hart & Zart 4 (Mundart Ageh). Track: Adelheid
- 2011: Resturlaub [OST] (Columbia). Track: Nachbar